# 231 PLM 6101 à 6171

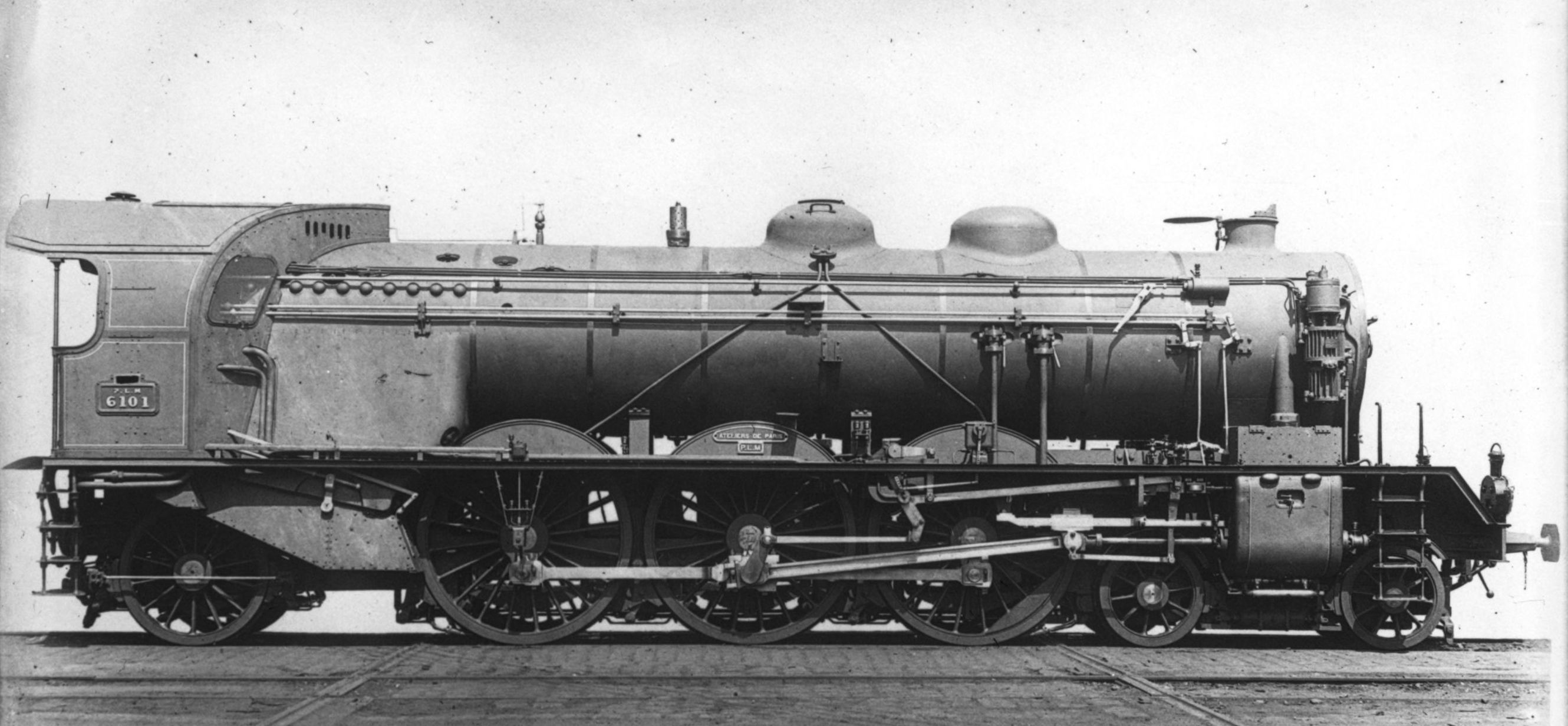
Locomotive 6101 prototype de la série

Les 231 PLM 6101 à 6171  sont des locomotives de vitesse de type Pacific conçues pour les trains de voyageurs de la Compagnie des chemins de fer de Paris à Lyon et à la Méditerranée. En 1925, elles deviennent 231 A 1 à 71. 
Elles forment avec les  autres séries, la famille des Pacific PLM
Toutes les locomotives de la série, initialement à simple expansion, sont transformées en locomotives compound et ensuite immatriculées 231 E 1 à 71. 
En 1938,lors de la création de la SNCF, elles deviennent 5-231 E 1 à 71, sauf 17 unités intégrées à la série  5 - 231 H 1 à 30.

## Histoire
Ces machines sont issues du prototype de la compagnie PLM 6101, construit en 1909 par les Ateliers PLM de Paris. 
La série de machines est réalisée par deux constructeurs:
- no 6102 à 6131  Henschel à Cassel  en 1911,
- no 6122 à 6171  Société française de constructions mécaniques (Cail) en 1912,

## Caractéristiques
- Pression de la chaudière : 12 bar (1,2 MPa)
- Surface de grille : 4,25 m2
- Surface de chauffe : 220,5 m2
- Diamètre et course des cylindres : 480 & 650 mm
- Diamètre des roues motrices : 2 000 mm
- Masse à vide : 80,6 t
- Masse en ordre de marche : 90,2 t
- Masse adhérente : 57,5 t
- Longueur hors tout : 10,82 m